# Lucio Gera
Lucio Gera (Pasiano di Pordenone, 17 gennaio 1924 – Buenos Aires, 7 agosto 2012) è stato un presbitero e teologo argentino di origine italiana.

## Biografia
Nato in Friuli, Gera è emigrato in Argentina al seguito della sua famiglia quando aveva cinque anni. Dopo avere studiato al seminario di Villa Devoto, è stato ordinato sacerdote nel 1947. Dal 1948 al 1952 è stato vice parroco in diverse chiese, poi si è recato a Roma per studiare all'Angelicum, dove ha conseguito la licenza in teologia nel 1953. Successivamente ha studiato all’Università di Bonn, dove nel 1956 ha conseguito il dottorato in teologia. Tornato in Argentina, dal 1957 ha insegnato teologia alla Pontificia università cattolica argentina. Durante la sua carriera accademica, Gera ha ricoperto gli incarichi di direttore dell’Instituto de Investigaciones Teológicas e di decano della Facoltà di teologia. Nel 2010 si è completamente ritirato dall'insegnamento, diventando professore emerito. Gera è stato uno dei fondatori della Sociedad Argentina de Teología; è stato anche consulente teologico del Consejo Episcopal Latinoamericano (CELAM) e ha fatto parte della Commissione teologica internazionale. Insieme a Rafael Tello e Juan Carlos Scannone è considerato uno dei fondatori della Teologia del popolo, una corrente teologica che avrebbe influenzato anche papa Francesco. Gera è stato autore o coautore di alcuni libri e ha scritto numerosi articoli.

## Libri principali
- Teologia de la liberacion, MIEC-JECI, Lima, 1970
- Con G. Rodriguez Melgarejo (coautore), Apuntes para una interpretacion de la iglesia argentina, MIEC-JECI, Montevideo, 1970
- Con Rolando Concatti e Domingo A. Bresci (coautori), Sacerdotes para el Tercer Mundo, Movimiento Sacerdotes para el Tercer Mundo, Buenos Aires, 1970
- Religiosità popolare, dipendenza, liberazione, EDB, Bologna, 1978
- La teologia argentina del pueblo, Editorial Universidad Alberto Hurtado, Santiago del Cile, 2015